# MIXボイスガレッジ
『MIXボイスガレッジ』（ミックスボイスガレッジ）は、2017年5月16日からニコニコ生放送（ニコニコチャンネル ボイスガレッジチャンネル）にて放送されているインターネットラジオ番組である。略称はミクボ。

## 概要
次世代を担う女性声優たちによるラジオ番組である。パーソナリティは6ヵ月毎に交代する。

## 放送時間
ニコニコ生放送
- 2017年5月22日（第1回） -
  - 月2回 月曜日 20:30

『花守ゆみり・今村彩夏のMIXボイスガレッジ』の第0回は2017年5月16日（火曜日）にFRESH!と同時配信で、『伊達朱里紗・本泉莉奈のMIXボイスガレッジ』の第0回は2017年12月21日（木曜日）、『阿部里果・山崎エリイのMIXボイスガレッジ』の第0回は2018年7月27日（金曜日）に放送された。
各回、放送終了後にはおまけ放送が配信されている。

## 歴代番組
| 代   | 副題                                    | 開始日         | 終了日         | 回数（第0回を含む） |
| ---- | --------------------------------------- | -------------- | -------------- | ------------------- |
| 初代 | 花守ゆみり・今村彩夏のMIXボイスガレッジ | 2017年5月16日  | 2017年11月27日 | 14                  |
| 2代  | 伊達朱里紗・本泉莉奈のMIXボイスガレッジ | 2017年12月21日 | 2018年7月9日   | 13                  |
| 3代  | 阿部里果・山崎エリイのMIXボイスガレッジ | 2018年7月27日  | 2019年1月22日  | 13                  |
| 4代  | 西田望見・会沢紗弥のMIXボイスガレッジ   | 2019年4月10日  | 2019年10月9日  | 13                  |

## 各番組のコーナー

### 花守ゆみり・今村彩夏のMIXボイスガレッジ
ふつおた
花守と今村へのファンレター、番組の感想などを募集していた。
可愛道
花守と協力して、今村が欲している可愛い趣味を見つけていくコーナー。リスナーからは可愛い趣味の提案を募集していた。
ミクボオーディション
架空のオーディション用のキャラクター設定とセリフをリスナーから募集していた。

### 伊達朱里紗・本泉莉奈のMIXボイスガレッジ
ふつおた
伊達と本泉へのファンレター、番組の感想などを募集。
ガレッジソングス
作ってほしい曲のテーマや歌詞を募集するコーナー。現在、番組のテーマソングを作っている。
ミクボチャレンジ
伊達、本泉が様々なことに挑戦するコーナー。
ダマテン・ロンイズミ
伊達が本泉に麻雀について教えるコーナー。

### 阿部里果・山崎エリイのMIXボイスガレッジ
ふつおた
二人へのファンレターや番組の感想、悩み相談などを募集。
妄想デート
リスナーからデートプランを募集し、二人でシミュレーション。阿部のためのコーナー。
癒しすと
リスナーから癒される方法を募集し、癒しのスペシャリストを目指すコーナー。山崎のためのコーナー。
ガレッザニア
色んな職業を体験するコーナー。リスナーから職業を募集して、スタジオで出来そうなものから体験。

### 西田望見・会沢紗弥のMIXボイスガレッジ
ふつおた
二人へのファンレターや質問などを募集。二人が送って欲しいメールテーマも募集（「心霊写真(偽造推奨)」「僕のパリピ体験」など）。
ミクボメルヘン童話
子供が大好きな西田による童話読み聞かせのコーナー。 リスナーからキーワードを募集し、選んだ3つのワードを使って童話を即興で作成。
デスティニークック
料理が得意な会沢による創作料理のコーナー。リスナーにお題となる料理名を送ってもらい、そのレシピについて2人がトーク。なお、この料理名は本当にある料理でも架空の料理でも構わない。

## ゲスト
第2期
- 第4回 - 赤﨑千夏[11]

## イベント
- 花守ゆみり・今村彩夏のMIXボイスガレッジ ～フィクボ～[12][13]

開催日：2017年11月19日
会場：YMCAアジア青少年センター 地下スペースY
- 伊達朱里紗・本泉莉奈のMIXボイスガレッジ 〜フィクボ〜[14]

開催日：2018年7月15日
会場：高田馬場・音部屋スクエア
- 阿部里果・山崎エリイのMIXボイスガレッジ 〜フィクボ〜[15]

開催日：2019年2月3日
会場：R'sアートコート
- 西田望見・会沢紗弥のMIXボイスガレッジ 〜フィクボ〜[16]

開催日：2019年11月2日
会場：日暮里 ファースト・プレイス東京 小ホール

## DVD
- DVD「花守ゆみり・今村彩夏のMIXボイスガレッジ〜函館ミクボ物語〜」（2017年11月19日発売）[13]